# Exerodonta melanomma
La rana arbórea de ojo negro (Exerodonta melanomma) es una especie de anfibios de la familia Hylidae. 

## Distribución geografía
Es una especie endémica de México.

## Hábitat
Sus hábitats naturales incluyen montanos secos, ríos y corrientes intermitentes de agua. Está amenazada en peligro de extinción por la destrucción de su hábitat natural.